# 島田氏澤蘭
島田氏澤蘭（学名：Eupatorium shimadae）为菊科澤蘭屬下的一个种。

## 用途
可抗發炎、抗關節炎、抗黴菌和抗細菌。局部使用於疼痛的緩和上，可降低膽固醇、保護肝臟。對於關節炎、痛風、下背痛、肌炎以及纖維肌痛症有益。幫助修復因發炎所造成的傷害。在傳統上是使用它來治療肥胖、腹瀉、肺部疾病、錢癬以及癤。

## 扩展阅读
- 維基物種上的相關：島田氏澤蘭